# Trifina de Poher
Trifina (o Trefina) de Poher fou un personatge semi-llegendari del segle vi. És venerada com a santa per diverses confessions cristianes.

## Vida i llegenda
Filla de Waroc'h I, rei del Bro Waroch, fou la cinquena esposa del comte Conomor de Poher, rei de Domnònia. Molt devota i religiosa, fou filla espiritual de l'ermità Sant Gildas de Rhuys el Savi. Mare de Sant Tremeur, fou decapitada pel seu marit.
Poques coses més se'n sap. És esmentada per primer cop al segle xi pel monjo Vitalis de l'abadia de Saint-Gildas-de-Rhuys a la seva obra Vida de Sant Gildas. També en parla Guy Alexis Lobineau (Dom Alexis Lobineau) a la seva vida de Gildas de Rhuys.
Venerada com a santa màrtir de caràcter local, la seva festa és el 7 de novembre.

### Llegenda
La tradició diu que Conomor matava les seves esposes; quan hom li proposà el matrimoni amb el rei, que ja havia fet matar tres dones, Trifina el refusà, però davant l'amenaça que Conomor envairia el regne del seu pare, accedí a casar-s'hi.
Mentre Conomor era fora, Trifina va trobar una cambra al castell on hi havia restes de les dones mortes anteriorment. Va pregar per les seves ànimes i llurs esperits l'avisaren que el rei la mataria si quedava embarassada. Unes versions expliquen que això ho feia per una profecia que deia que el rei seria mort per un fill seu; altres, que el rei ho feia perquè no volia tenir fills i només gaudir de les seves dones com a objectes sexuals.
En tornar, Conomor descobrí que Trifina estava esperant un fill; ella n'escapà amb l'ajut dels esperits de les seves antecessores, que la guiaren fins al bosc. Conomor la trobà i la decapità, però Sant Gildas en trobà el cos i miraculosament li retornà la vida. Quan el nen nasqué, van viure retirats com a eremites, fins que Trifina morí. Conomor va trobar després el fill, Tremeur, i el matà. En altres versions, Conomor mor quan el castell s'enfonsa miraculosament.
Es pensa que aquesta llegenda va ser una de les fonts de la llegenda de Barbablava.